# Tors
Tors es un lugar del municipio español de La Junquera, perteneciente a la provincia de Gerona, en la comunidad autónoma de Cataluña.

## Historia
El lugar tuvo ayuntamiento propio. El municipio de Tors desapareció de cara al censo de 1857, al incorporarse al de La Junquera. Hacia mediados del siglo XIX, el lugar tenía contabilizada una población de 26 habitantes. Aparece descrito en el decimoquinto volumen del Diccionario geográfico-estadístico-histórico de España y sus posesiones de Ultramar de Pascual Madoz con las siguientes palabras:

TORS: cas. en la prov. de Gerona, part. jud. de Figueras, ayunt. de La Junquera, de cuyo l. depende. pobl.: 5 vec., 26 alm. cap. prod.: 487,600. imp.: 12,190
(Madoz, 1849, p. 44)